# レディパール
『レディパール』（LADY PEARL）は、RPGツクール2000製のロールプレイングゲームである。2003年12月8日にフリーウェアとして公開され、2006年7月22日に配信を終了した。2004年のFREE GAME AWARDSでは、読者投票によって本作が入賞している。

## 内容と制作背景
「八宝珠」とも称される伝説の宝珠「レディパール」を探すために、主人公イドリーの一行が旅をするというストーリーのファンタジー作品である。作中にはASE(Another Sight Event)と称されるシステムが存在し、別の場所において行動している他のキャラクターのイベントを見ることができる。
作者である紫部唯は、2000年に放送されたテレビドラマ『モナリザの微笑』から着想を得たのが制作のきっかけであると述べている。もともとはコンテストパークや「ゲーム甲子園」への応募を想定した作品であったという。

## 登場人物
イドリー
美術品の競売などを行う「アリスグループ」に所属する女性。本作の主人公。
エリア
序盤からイドリーに同行する少女の一人。戦闘の際には歌を用いる。レベルアップで新たな技を覚える他のキャラクターとは異なり、イベントによって新たな歌を習得する。
クルジュ･メイジャーノン
序盤からイドリーに同行する少女の一人。「クー」と呼ばれる。銃と魔法を用いて戦う。戦闘にも強い元気な性格であるが、暴走気味でもある。

## 評価
ふりーむのレビュー記事では、「ストーリーが秀逸」であり「物語にのめりこんでいくような演出になっている」と評され、「登場するキャラクターの個性豊かさ」についても評価された。一方「サブシナリオのASEシステムと、強制イベントの区別が曖昧な部分」があるとの指摘もあった。
ベクターの「新着ソフトレビュー」では、「コミカルさとシリアスさが入り交じったストーリーと、個性的なキャラクタが魅力的」「イベントやアイテムが豊富で、プレイヤーを飽きさせないための工夫が詰め込まれている」と評価され、「ストーリー展開にスピード感があり、とにかく目が離せない」とも評されている。

## 掲載誌

### 雑誌
- 『ネットランナー』2004年10月号、ソフトバンククリエイティブ。
- 『PC Japan』2005年1月号、ソフトバンククリエイティブ。

### ムック
- 『タダで楽しむ!最強ゲーム100 Windows Vol.2』インフォレスト、2004年3月。ISBN 978-4-902566-10-9
- 『フリーゲームマニアックス vol.2』晋遊舎、2004年7月。ISBN 978-4-88380-422-1
- 『WindowsXPworld vol.5』IDGジャパン、2004年7月。ISBN 978-4-87280-218-4
- 『Windowsでゲームざんまい 2005』ローカス、2004年12月。ISBN 978-4-89814-565-4
- 『タダで遊ぼう!無料ゲーム傑作大全』桃園書房、2005年1月。ISBN 978-4-8078-4007-6
- 『タダで遊べる!Windowsゲーム大集合 2005-2006』ローカス、2005年8月。ISBN 978-4-89814-601-9